# This Was
This Was is het debuutalbum van de Britse progressieve-rockband Jethro Tull, uitgebracht in 1968. Het album werd opgenomen voor het luttele bedrag van 1200 pond en klinkt daardoor mogelijk wat amateuristisch.

## Geschiedenis
Het album is muzikaal gezien nogal afwijkend van latere Jethro Tull-albums; het is meer een bluesalbum dan een rockalbum. De voornaamste oorzaak is dat gitarist Mick Abrahams een bluesgitarist is. Ook de overige bandleden komen uit de blueswereld, te weten: Ian Anderson en Glenn Cornick uit The John Evan Band en Mick Abrahams en Clive Buncker uit McGregor's Engine.
Anders dan bij latere albums schreef Anderson dit album samen met Abrahams. Later zou Anderson dat altijd alleen doen.
Vlak na de verschijning van het album verliet Abrahams de band vanwege een meningsverschil met Anderson over de muzikale richting van de band en hun continue rivaliteit met betrekking tot de vraag wie van hen de voorman van de band was. Tony Iommi werd de nieuwe gitarist maar werd al snel opgevolgd door Martin Barre.

## Nummers
1. My Sunday Feeling
2. Some Day the Sun Won't Shine for You
3. Beggar's Farm
4. Move on Alone
5. Serenade to a Cuckoo
6. Dharma for One
7. It's Breaking Me Up
8. Cat's Squirrel
9. A Song for Jeffrey
10. Round
11. One for John Gee¹
12. Love Story¹
13. A Christmas Song¹

¹Bonusnummers op de digitaal geremasterde versie.

## Collector's Edition
Ter gelegenheid van het 40-jarig bestaan van Jethro Tull besloot EMI in 2008 een speciale editie uit te brengen, die naast een nieuwe stereomix ook de originele geremasterde monomix van het album bevat (niet eerder op cd verschenen) plus een aantal nummers dat de band in 1968 in het programma Top of the Pops van de BBC live speelde.

### Cd 1
1. My Sunday Feeling (mono)
2. Some Day the Sun Won't Shine for You (mono)
3. Beggar's Farm (mono)
4. Move on Alone (mono)
5. Serenade to a Cuckoo (mono)
6. Dharma for One (mono)
7. It's Breaking Me Up (mono)
8. Cat's Squirrel (mono)
9. A Song for Jeffrey (mono)
10. Round (mono)
11. So Much Trouble (live BBC)
12. My Sunday Feeling (live BBC)
13. Serenade to a Cuckoo (live BBC)
14. Cat's Squirrel (live BBC)
15. A Song for Jeffrey (live BBC)
16. Love Story (live BBC)
17. Stormy Monday (live BBC)
18. Beggars Farm (live BBC)
19. Dharma for One (live BBC)

### Cd 2
1. My Sunday Feeling (stereo)
2. Some Day the Sun Won't Shine for You (stereo)
3. Beggars Farm (stereo)
4. Move on Alone (stereo)
5. Serenade to a Cuckoo (stereo)
6. Dharma for One (stereo)
7. It's Breaking Me Up (stereo)
8. Cat's Squirrel (stereo)
9. A Song for Jeffrey (stereo)
10. Round (stereo)
11. Love Story (stereo)
12. Christmas Song (stereo)
13. Sunshine Day (mono)
14. One for John Gee (mono)
15. Love Story (mono)
16. Christmas Song (mono)

## Bezetting
- Ian Anderson (dwarsfluit, mondharmonica, 'claghoorn', piano, zang)
- Mick Abrahams (gitaar, 9-snarige gitaar, zang)
- Clive Bunker (drums, sirene, bedelarmband)
- Glenn Cornick (basgitaar)

Gastmuzikant:
- David Palmer (arrangement voor koperblazers)
- onbekende koperblazers